# Леонард Бернстайн
Леона́рд Бернста́йн (Бернште́йн, англ. Leonard Bernstein, 25 серпня 1918, Лоренс, Массачусетс — 14 жовтня 1990, Нью-Йорк, Нью-Йорк) — американський диригент, композитор, піаніст, педагог та просвітитель єврейсько-українського походження. Автор та інтерпретатор багатьох записів класичної музики.
Крім іншого, автор музики до мюзиклу «Вестсайдська історія», що був двічі адаптований у кінострічку (1961 та 2021) та постановки якого продовжуються по сьогодні. Кіноадаптація 1961 року була удостоєна 10 премій «Оскар», зокрема в категорії «найкраща музика до фільму».

## Життєвий і творчий шлях
Леонард Бернстайн — син Самуеля та Дженні Бернштайнів, які емігрували перед Першою світовою війною до США з передмістя Рівного.

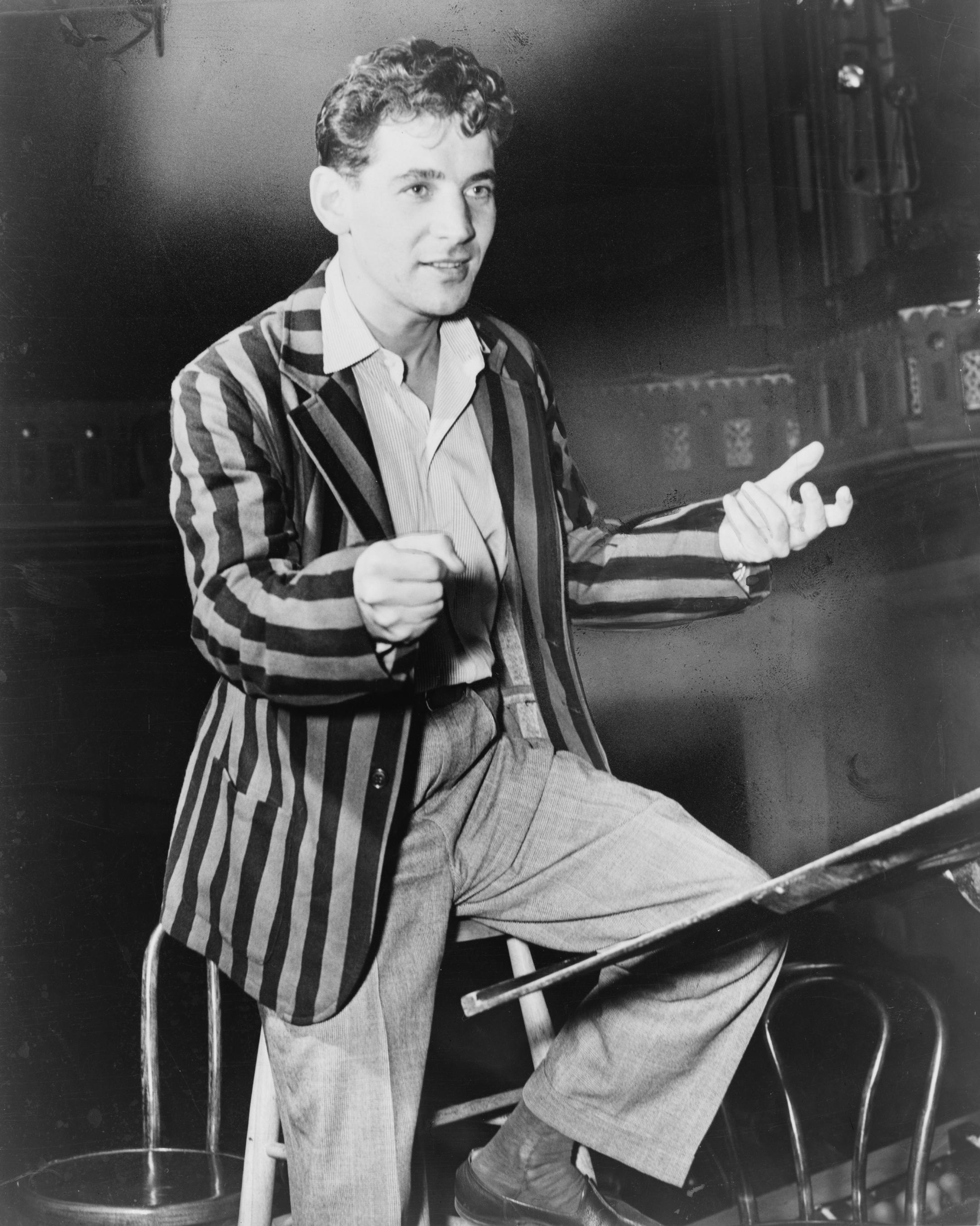
Бернстайн керує нью-йоркським симфонічним оркестром.(1945)

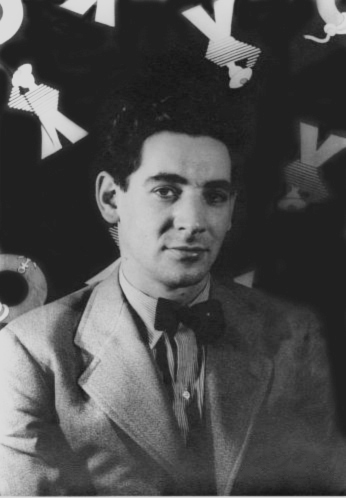
Бернстайн у 1944 році

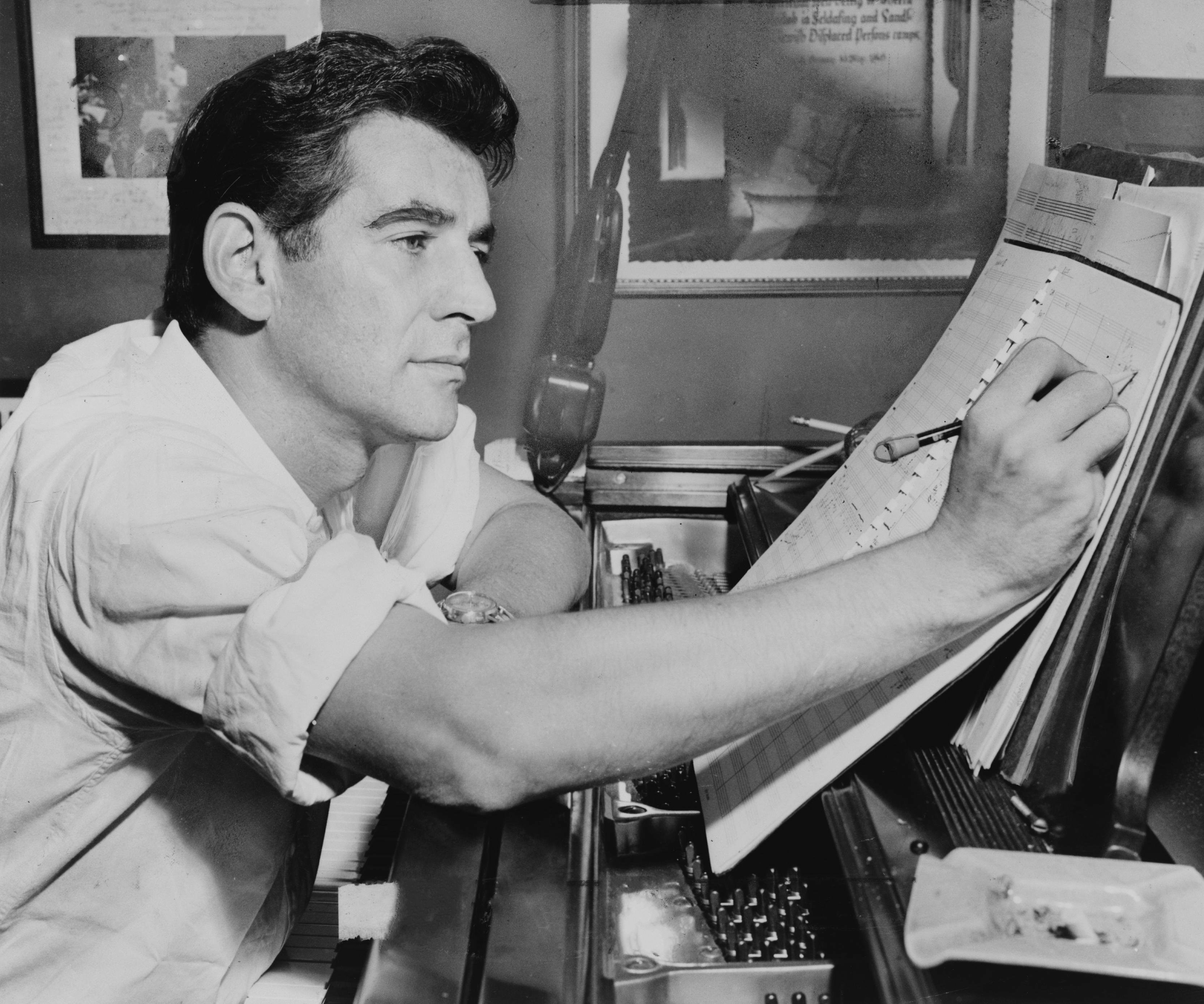
Бернстайн за фортепіано, працює над музичним супроводом.

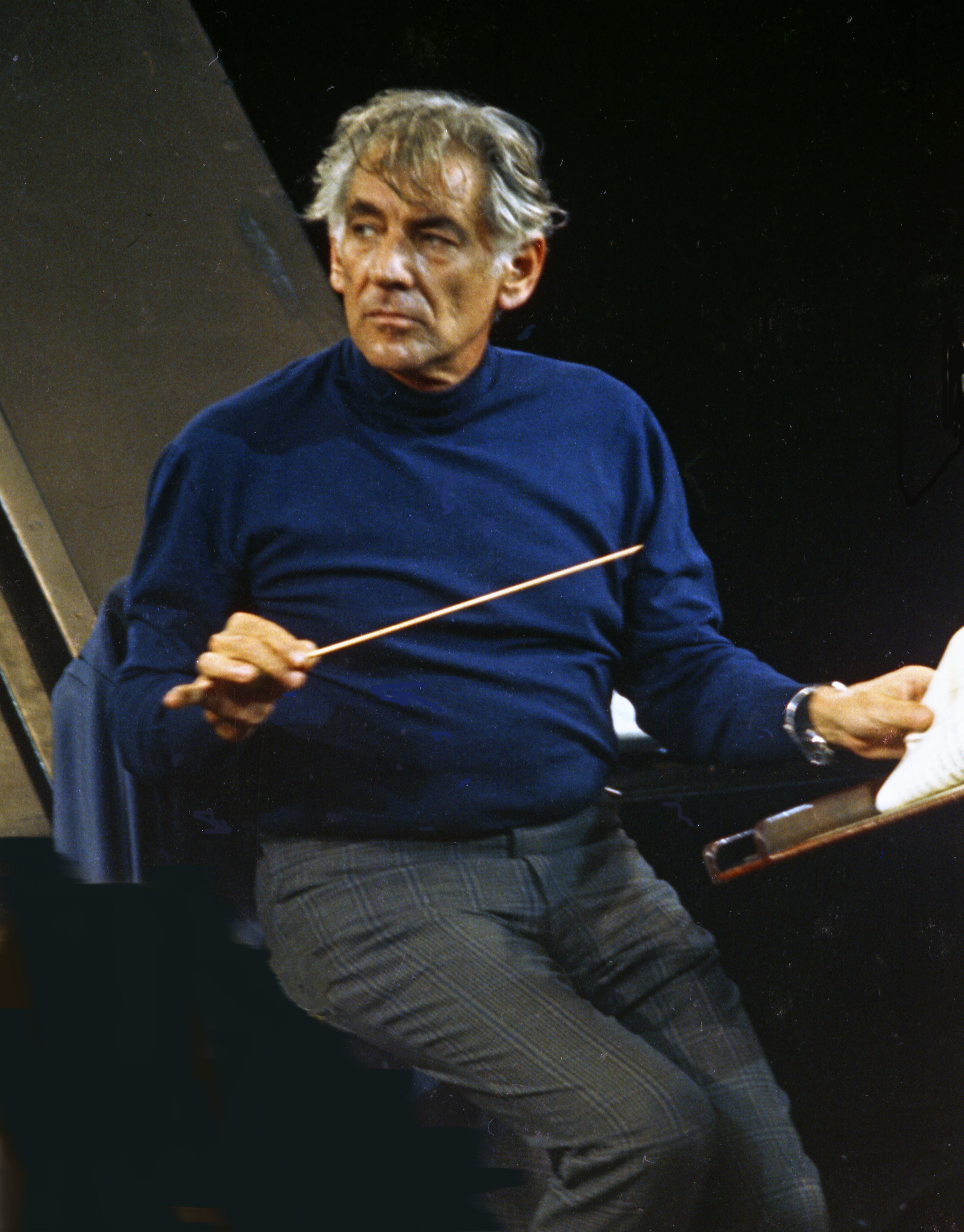
Леонард Бернстайн у 1973 році (фото Аллана Воррена).

Закінчив Гарвардський університет (1939) і Інститут музики Кертиса (1941), удосконалювався в диригентському мистецтві у Сергія Кусевицького й був його асистентом на музичному фестивалі в Танглвуді 1942 року. Займаючи в 1943—1944 посаду асистента диригента в симфонічному оркестрі Нью-Йоркської філармонії, Бернстайн, наймолодший із диригентів, що працювали із цим оркестром, привернув загальну увагу, блискуче замінивши маститого Бруно Вальтера на концерті 14 листопада 1943. Пізніше працював з Нью-Йоркським симфонічним оркестром (1943—1947), Палестинським Єврейським симфонічним оркестром (1947), з Нью-Йоркським філармонічним оркестром (1949—1950).
Бернстайн — один з найвидатніших диригентів-інтерпретаторів класичної, а також сучасної музики, у тому числі творів Шостаковича, Малера. Виступав у Віденській опері (поставив «Фальстафа» і свою оперу «Тихе місце», 1986). Серед записів «Сомнамбула» (солісти — Каллас, Валетті, Модесті, запис Myto (live)), «Кармен» (головна партія — Хорн, запис Deutsche Grammofon), «Фіделіо» (солісти — Яновиц, Колло, М. Юнгвирт, Сотин, Попп, Фішер-Діскау, запис Deutsche Grammophon).
Як композитор Бернстайн віддав данину і класиці, й сучасності. Широко відомі його мюзикли, у тому числі «Вестсайдська історія» (1957, Нью-Йорк). Працюючи в рамках жанру, Бернстайн уводить у мюзикли оперні форми, а також домагається в них наскрізного симфонічного розвитку. У його музиці майстерно перетворені ладогармонічні, ритмічні особливості джазу, негритянських, мексиканських й інших народних пісень. У своїх творах Бернстайн використовує різноманітні музичні засоби — вуличні пісеньки, рок-н-рол (наприклад, в «Месі», 1971).

## Нагороди
- Член Американської академії мистецтв та наук, 1951 [10]
- Премія Леоні Соннінг (Данія), 1965
- Премія Дітсона, 1958
- Медаль Джорджа Пібоді університету Джона Гопкінса, 1980
- Премія Кеннеді, 1980
- Премія Ернста Сіменса, 1987
- Золота медаль Королівського філармонічного товариства (Велика Британія), 1987
- Великий хрест ордена «За заслуги перед Італійською Республікою», 1989
- Орден «За заслуги перед Федеративною Республікою Німеччина»
- Премія Греммі за найкращий альбом для дітей, 1962
- Премія Греммі за найкраще оркестрове виконання, 1990, 1991, 1993
- Премія Греммі за найкраще хорове виконання, 1968
- Премія Греммі за найкращий оперний запис, 1974
- Премія Греммі за найкраще класичне вокальне соло, 1963
- Премія Греммі за найкращу класичну сучасну композицію, 1991
- Премія Греммі за найкращий класичний альбом, 1965, 1968, 1978, 1991, 1992, 1993
- Премія Греммі за досягнення протягом життя, 1985
- Премія «Тоні» за найкращий мюзикл, 1953
- Спеціальна премія «Тоні», 1969
- Орден Почесного легіону, 1986
- Praemium Imperiale, Японія, 1990

Леонард Бернстайн також є членом Американського Театрального Залу Слави та Телевізійного Залу Слави.

## Почесні звання
10 грудня 1987 року йому присвоєно звання «Почесний громадянин Відня».

## Твори

### Балети
- «Повна свобода»[13][14], (англ. Fancy Free), 1944
- «Факсиміле» (англ. Facsimile), хореографічне ессе для оркестру, 1946
- «Діббук» (англ. Dybbuk), 1974

### Опери
- «Хвилювання на Таїті» (англ. Trouble in Tahiti 1952, Уолтем)
- «Тихе місце» (англ. A Quiet Place 1986, Відень),
- оперета «Кандід» (1956, Нью-Йорк)

### Мюзикли
- «Звільнення у місто» (англ. On the Town, 1944)
- «Пітер Пен» (англ. Peter Pan, 1950)
- «Чудесне місто» (англ. Wonderful Town, 1953)
- «Кандід» (англ. Candide, 1956)
- «Вестсайдська історія» (англ. West Side Story, 1957)
- «Гонка на Ургу» (англ. The Race to Urga, незакінчений, 1969)
- «Пенсильванія авеню, 1600», (англ. 1600 Pennsylvania Avenue, 1976)
- «Вечірка з Бетті Комден і Адольфом Гріном», (англ. A Party with Betty Comden and Adolph Green, 1977)

### Симфонії
- Симфонія № 1 «Єремія» (англ. Jeremiah, 1942)
- Симфонія № 2 «Століття тривог» (англ. The Age of Anxiety, 1949)
- Симфонія № 3 «Каддиш» (англ. Kaddiss, 1963)

### Хорали
- Хашківейну для кантора (тенор), змішаного хору та органу  (англ. Hashkiveinu, 1945)
- Коротка меса для змішаного хору та контратенора (лат. Missa brevis, 1988)
- «Чичестерські псалми» для сопрано (або контратенора), хору й оркестру (англ. Chichester Psalms, 1965)

### Інше
- музика до балету «Fancy Free»